# Дорсовентральная анатомия
Анатомия дорсовентрального и изолатерального листа — термин из ботаники.
Если палисадная паренхима расположена с одной стороны пластинки листа, а губчатая с другой, то лист называют дорсовентральным, то есть имеющим ясно выраженную дорсальную (заднюю, спинную) и вентральную (переднюю, брюшную) стороны. Такое строение свойственно большинству растений.
У ксерофитов и листьев, растущих под острым углом к стеблю, палисадная ткань часто располагается по обеим сторонам листа, а губчатая — сильно редуцирована или отсутствует. В этом случае лист называется изолатеральным, то есть обе его стороны одинаковы.